# Victoria (Aguadilla)
Victoria es un barrio ubicado en el municipio de Aguadilla en el estado libre asociado de Puerto Rico. En el Censo de 2010 tenía una población de 1790 habitantes y una densidad poblacional de 405,83 personas por km².

## Geografía
Victoria se encuentra ubicado en las coordenadas 18°24′23″N 67°8′56″O / 18.40639, -67.14889. Según la Oficina del Censo de los Estados Unidos, Victoria tiene una superficie total de 4.41 km², de la cual 4.34 km² corresponden a tierra firme y (1.7 %) 0.08 km² es agua.

## Demografía
Según el censo de 2010, había 1790 personas residiendo en Victoria. La densidad de población era de 405,83 hab./km². De los 1790 habitantes, Victoria estaba compuesto por el 79.44 % blancos, el 6.98 % eran afroamericanos, el 0.5 % eran asiáticos, el 0.06 % eran isleños del Pacífico, el 8.94 % eran de otras razas y el 4.08 % pertenecían a dos o más razas. Del total de la población el 98.77 % eran hispanos o latinos de cualquier raza.